# Главна линија Румој
Главна линија Румој (留萌本線 Rumoi-honsen) је линија Јапанских железница на Хокаиду на којој саобраћа Хокаидо железница (JR Hokkaido) која спаја станицу Фукагава у Фукагави и станицу Румој у Румоју.

## Станице
Стоп ... ●: Сви возови стају, ◆: неки возови стају, ▼: доњи возови пролазе, ▲: горњи возови пролазе
| Назив станице  | Јапански | Између (км) | Растојање (км) | Стоп | Трансфер               | Локација              |
| -------------- | -------- | ----------- | -------------- | ---- | ---------------------- | --------------------- |
| Фукагава       | 深川     | -           | 0.0            | ●    | Главна линија Хакодате | Фукагава              |
| Кита-Ичијан    | 北一已   | 3.8         | 3.8            | ▼    |                        | Фукагава              |
| Чипубецу       | 秩父別   | 5.0         | 8.8            | ▼    |                        | Чипубецу, Област Урју |
| Кита-Чипубецу  | 北秩父別 | 2.4         | 11.2           | ◆    |                        | Чипубецу, Област Урју |
| Ишикари-Нумата | 石狩沼田 | 3.2         | 14.4           | ●    |                        | Нумата, Област Урју   |
| Мапу           | 真布     | 3.4         | 17.8           | ◆    |                        | Нумата, Област Урју   |
| Ебишима        | 恵比島   | 2.9         | 20.7           | ▼    |                        | Нумата, Област Урју   |
| Тогешита       | 峠下     | 7.6         | 28.3           | ●    |                        | Румој                 |
| Хоронука       | 幌糠     | 6.2         | 34.5           | ◆    |                        | Румој                 |
| Фуџијама       | 藤山     | 5.5         | 40.0           | ◆    |                        | Румој                 |
| Овада          | 大和田   | 4.2         | 44.2           | ▲    |                        | Румој                 |
| Румој          | 留萌     | 5.9         | 50.1           | ●    |                        | Румој                 |

### Затворена деоница
| Назив станице | Јапански | Између (км) | Растојање (км) | Стоп | Трансфер | Локација              |
| ------------- | -------- | ----------- | -------------- | ---- | -------- | --------------------- |
| Румој         | 留萌     | 5.9         | 50.1           | ●    |          | Румој                 |
| Сегоши        | 瀬越     | 2.1         | 52.2           | ▲    |          | Румој                 |
| Реуке         | 礼受     | 4.0         | 56.2           | ●    |          | Румој                 |
| Афун          | 阿分     | 1.3         | 57.5           | ▲    |          | Машике, Област Машике |
| Нобуша        | 信砂     | 2.7         | 60.2           | ▲    |          | Машике, Област Машике |
| Шагума        | 舎熊     | 0.8         | 61.0           | ●    |          | Машике, Област Машике |
| Шумомбецу     | 朱文別   | 1.7         | 62.7           | ▲    |          | Машике, Област Машике |
| Хашибецу      | 箸別     | 1.3         | 64.0           | ▲    |          | Машике, Област Машике |
| Машике        | 増毛     | 2.8         | 66.8           | ●    |          | Машике, Област Машике |

## Историја
Почетни део линије, између Фукагаве и Румоја отворен је 23. октобра 1910, а проширен је до Машике 5. новембра 1921. године. Линија је прекласификована у "главну линију" 10. октобра 1931. With the privatization of Japanese National Railways (JNR) on 1 April 1987, the line came under the control of JR Hokkaido.

### Планови за затварање
Хокаидо железница је 10. августа 2015. године обавестила градоначелнике Румоја и Машике о својим плановима за затварање 16.7 км дела линије од Румоја до Машике у току 2016. године. У априлу 2016, је званично објављено да ће деоница од Румоја до Машике бити затворена 4. децембра исте године.